# Uforia
| Recensione | Giudizio |
| ---------- | -------- |
| Newsic     | 6,25/10  |

Uforia è il terzo album in studio del rapper italiano Tony Boy, pubblicato il 27 giugno 2025 dall'etichetta Warner Music Italy.

## Descrizione
Il progetto discografico si compone di venti tracce scritte dallo stesso rapper con la collaborazione di autori e produttori e contiene otto collaborazioni con Astro, Guè, Glocky, Kevin Mopao, Lazza, Simba La Rue, Shiva e Thasup.

## Promozione

### Album
Il disco è stato presentato in anteprima dallo stesso rapper il 20 maggio 2025 con un evento escusivo all'Allianz Cloud di Milano.

### Singoli
Il 24 gennaio 2025 è uscito Wet come primo singolo estratto dall'album in collaborazione con Glocky.
Il secondo singolo estratto dall'album, Uragano, è stato pubblicato il 25 aprile 2025.
Il 9 maggio 2025 è stato reso disponibile Isolato come terzo singolo estratto dall'album.
Il 20 giugno 2025 il disco è stato anticipato dal quarto singolo estratto Step in collaborazione con Lazza.

## Tracce
1. Uap – 1:51 (testo: Antonio Hueber – musica: Francesco Turolla, Lorenzo Bassotti)
2. Davvr davvr (feat. Glocky) – 3:32 (testo: Antonio Hueber, Davide Antonio Granelli – musica: Francesco Turolla, Lorenzo Bassotti)
3. Uragano – 2:40 (testo: Antonio Hueber – musica: Francesco Turolla, Lorenzo Bassotti)
4. Oppio (feat. Simba La Rue) – 2:47 (testo: Antonio Hueber, Mohamed Lamine Saida – musica: Francesco Turolla, Lorenzo Bassotti)
5. Lacrime – 2:24 (testo: Antonio Hueber – musica: Francesco Gastaldi, Giovanni Ergi)
6. Società (feat. Shiva) – 3:15 (testo: Antonio Hueber, Andrea Arrigoni – musica: Amritvir Singh)
7. Giusto – 2:40 (testo: Antonio Hueber – musica: Francesco Turolla, Lorenzo Bassotti)
8. Ci credi – 2:35 (testo: Antonio Hueber – musica: Francesco Turolla, Lorenzo Bassotti)
9. Step (feat. Lazza) – 2:36 (testo: Antonio Hueber, Jacopo Lazzarini – musica: Lorenzo Bassotti, Maximilian McFarlin, Viperspazzin)
10. 2000 pensieri – 2:43 (testo: Antonio Hueber – musica: Alexandre Ghamo, Epek Epektase, Valentin Perez)
11. Zio (feat. Guè) – 3:32 (testo: Antonio Hueber, Cosimo Fini – musica: Francesco Turolla, Lorenzo Bassotti, Pietro Miano)
12. Ibiza – 2:23 (testo: Antonio Hueber – musica: Francesco Turolla)
13. Vabbè (feat. Astro) – 2:20 (testo: Antonio Hueber, Rida Amhaouch – musica: Francesco Turolla, Lorenzo Bassotti, Samuel Ponterosso)
14. Passa il tempo – 3:01 (testo: Antonio Hueber – musica: Francesco Gastaldi, Giovanni Ergi)
15. Bank account (feat. Kevin Mopao) – 3:00 (testo: Antonio Hueber, Kevin Pungu Lushima – musica: Amritvir Singh, Francesco Turolla, Lorenzo Bassotti)
16. Cemento attorno – 1:49 (testo: Antonio Hueber – musica: Francesco Turolla)
17. Tu ed io (feat. Thasup) – 2:59 (testo: Antonio Hueber, Davide Mattei – musica: Alberto Tiribello, Amritvir Singh)
18. Isolato – 2:40 (testo: Antonio Hueber – musica: Alberto La Commare, Samuel Ponterosso)
19. Wet (feat. Glocky) – 2:18 (testo: Antonio Hueber, Davide Antonio Granelli – musica: Francesco Turolla, Lorenzo Bassotti, Samuel Ponterosso)
20. Anomalia – 3:16 (testo: Antonio Hueber – musica: Christian Mazzocchi)

## Classifiche
| Classifica (2025) | Posizione massima |
| ----------------- | ----------------- |
| Italia            | 1                 |
| Svizzera          | 45                |